# Мунія папуанська
Му́нія папуанська (Lonchura spectabilis) — вид горобцеподібних птахів родини астрильдових (Estrildidae). Мешкає в Індонезії і Папуа Нової Гвінеї.

## Опис
Довжина птаха становить 9,5 см. Виду не притаманний статевий диморфізм. Голова, горло і шия чорні, спина і покривні пера крил каштанові. Махові пера чорнуваті з бордовими краями Верхні покривні пера хвоста жовтувато-охристі, стернові пера темно-коричневі з жовтувато-охристими краями. Забарвлення горла і нижньої частини тіла варіюється від білого до світло-рудувато-коричневого, в залежності від підвиду. Стегна і гузка чорні. Очі чорні або чорнувато-карі, дзьоб сірий або чорнувато-сірий. 
У молодих птахів тім'я, скроні і горло темно-коричневі, пера на них мають помітні світлі стрижні. Горло поцятковане білуватими плямками, на тімені світлі плями. Вони набувають дорослого забарвлення у віці 6 місяців.

## Підвиди
Виділяють три підвиди:

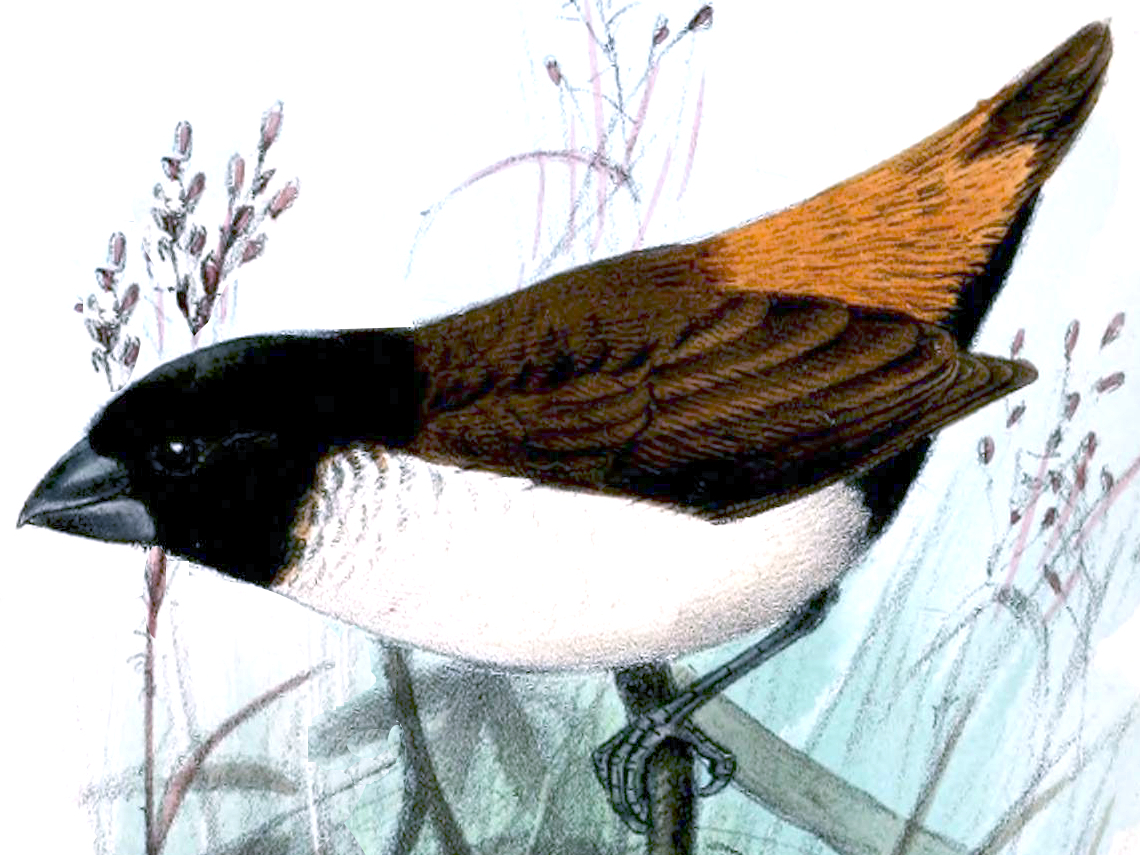
Папуанська мунія

- L. s. wahgiensis Mayr & Gilliard, 1952 — гори Бісмарка, Герцога[en] і Сарувагед[en] (схід Центрального хребта Нової Гвінеї);
- L. s. mayri (Hartert, EJO, 1930) — Гори Циклопів[en] і басейн річки Сепік (північ Нової Гвінеї);
- L. s. spectabilis (Sclater, PL, 1879) — острови Нова Британія, Лонг-Айленд[en], Умбой[en] і Толоківа[en].

## Поширення і екологія
Папуанські мунії мешкають на півночі і сході Нової Гвінеї та на островах архіпелагу Бісмарка. Вони живуть на луках, в чагарникових заростях і саванах, на висоті до 2450 м над рівнем моря. Зустрічаються зграйками до 10-12 птахів, іноді до 80 птахів. 
Живляться насінням трав, іноді також ягодами, плодами, пагонами, дрібними літаючими комахами і водоростями. Розмножуються протягом всього року, пік гніздування припадає на завершення сезону дощів. Гніздо кулеподібне, робиться з рослинних волокон, розміщується в густих заростях. В кладці від 5-6 яєць. Інкубаційний період триває приблизно 2 тижні. Будують гніздо, насиджують яйця і доглядають за пташенятами і самиці, і самці. Пташенята покидають гніздо через 3 тижні після вилуплення, однак батьки продовжують піклуватися про них ще 2 тижні.